# چاه مجنون
چاه مجنون، روستایی در دهستان طاهری بخش سیراف شهرستان کنگان در استان بوشهر ایران است.

## جمعیت
بر پایه سرشماری عمومی نفوس و مسکن در سال ۱۳۹۵، جمعیت این روستا برابر با ۱۲۵ نفر (۳۹ خانوار) بوده‌است.